# Континенти (Мядельський район)
Континенти (біл. вёска Кантіненты) — село в складі Мядельського району Мінської області, Білорусь. Село підпорядковане Сирмезькій сільській раді, розташоване в північній частині області.